# William Kjellberg
William Gibson Kjellberg, född 21 juli 1878 i Göteborg, död 14 januari 1950, var en svensk generalkonsul.
William Kjellberg var son till August Kjellberg. Han examinerades som agronom från Alnarp 1899, köpte 1900 Margaretebergs egendom och 1911 Bryngenäs egendom, övertog 1910 Gustaf Melins AB samt inträdde 1923 i speditionsfirman Wilson & co., Göteborg, av vilken han blev ensam innehavare 1930. Kjellberg gjorde under andra världskriget betydande insatser för att bryta Skagerakspärren, vad beträffar transport av bland annat flygplanskullager till Storbritannien. Dessa varor skeppades på snabbgående motortorpedbåtar. För denna hjälp belönades Kjellberg med Brittiska imperieorden. Under andra världskriget nedlade Kjellberg ett betydande arbete för flyktingbarnen i Sverige och gjorde för deras räkning stora ekonomiska uppoffringar. Kjellberg var 1936–1942 finsk konsul i Göteborg och blev 1947 generalkonsul.